# NGC 6738
NGC 6738 е името на разсеян звезден куп от съзвездието Орел с яркост 8,3 m.
- Координати
  - Ректасцензия: 19 h 01 m 24,00 s
  - Деклинация: +11°36'00,0"